# آرمن هاروتیونیان (سیاستمدار)
آرمن آناتولی هاروتیونیان (ارمنی: Արմեն Անատոլիի Հարությունյան؛ زادهٔ ۹ سپتامبر ۱۹۸۱) اقتصاددان و سیاستمدار اهل ارمنستان است که از تاریخ ۳۰ اکتبر ۲۰۱۳ تا تاریخ ۲۰۱۸ در دولت تیگران سارگسیان و دولت هوویک آبراهامیان و دولت کارن کاراپتیان سمت معاون وزیر کشاورزی ارمنستان را برعهده داشت.

## زندگی‌نامه
در ۹ سپتامبر ۱۹۸۱ در ایروان به دنیا آمد و از دانشگاه ملی علوم کشاورزی ارمنستان، دانشگاه ای اند ام تگزاس و دانشگاه بریستول فارغ‌التحصیل شد.

## جوایز
- The World Bank and Government of Japan Scholarship Program (JJWSP)
- The Prime Minister’s Soccer Championship, The Best Defense Player of the Year
- Food & Agriculture Organization of the UN, Medal for Exceptional Partnership
- Government of Armenia, Golden Medal for Exceptional Contribution to Agricultural Development